# Macrothemis griseofrons
Macrothemis griseofrons – gatunek ważki z rodziny ważkowatych (Libellulidae). Występuje na terenie Ameryki Południowej.